# Гоголевский, Александр Владимирович
Алекса́ндр Влади́мирович Гоголевский (род. 11 ноября 1952, с. Верхосулка Белопольского района Сумской области, Украинская ССР, СССР) — советский и российский историк.
Доктор исторических наук (1990), профессор (1991).

## Биография
Окончил исторический факультет Ленинградского государственного университета имени А. А. Жданова (кафедра истории советского общества) (1975). Кандидат исторических наук (1978), диссертация «Петроградский Совет в 1918—1920 гг. (Формирование, состав, структура)».
В 1978—1987 годах научный сотрудник Ленинградского отделения Института истории СССР АН СССР (ныне Санкт-Петербургский институт истории РАН), с 1987 по 1997 работал в Санкт-Петербургском государственном университете физической культуры им. П. Ф. Лесгафта. Доктор исторических наук (1990), диссертация: «Партия и классовое самосознание рабочих Петрограда в годы гражданской войны».
С 1997 по 2007 — заведующий кафедрой истории России и зарубежных стран, в 2001—2007 годах директор Республиканского гуманитарного института СПбГУ.
С января 2008 по апрель 2011 ректор Псковского государственного педагогического университета им. С. М. Кирова. «Нужно заниматься фандрайзингом, привлекать средства в свой университет. Я полагаю, что это сейчас — главная задача любого ректора и его команды — стать менеджерами по изысканию средств. Это сейчас общая тенденция и в европейском, и в североамериканском образовании». «В любом городе Европы и Америки университет играет системную роль, потому что это не только образовательная площадка, но и площадка, где можно согласовывать разного рода интересы — бизнеса, политики, общественных кругов». «Я совершенно убеждён в том, что университет в целом, его руководители и преподаватели, состоя на государственной службе, должны отстаивать интересы государства… если вы находитесь в государственном университете, то будьте любезны отстаивать приоритеты государственной политики, в том числе и образовательной, и экономической». Освобождён от должности ректора в связи со включением Псковского государственного педагогического университета в состав вновь образованного Псковского государственного университета.
В настоящее время (2019 год) — советник ректора Ленинградского государственного университета им. А. С. Пушкина по международным связям и интернационализации образования

## Основные работы
- Петроградский Совет в годы гражданской войны. Л.: Наука, 1982. 198 с.
- Очерки истории русского либерализма XIX — начала XX века. СПб.: Изд-во С.-Петерб. ун-та, 1996. 153, [2] с. ISBN 5-288-01485-X.
- Русский либерализм в последнее десятилетие империи: очерки истории (1906—1912). СПб.: Изд-во СПбГУ, 2002. 227, [2] с. ISBN 5-288-02282-8.
- Революция и психология: политические настроения рабочих Петрограда в условиях большевистской монополии на власть (1918—1920). СПб.: Изд-во С.-Петерб. ун-та, 2005. 215, [3] с. ISBN 5-288-03876-7.
- Вехи российской истории. СПб., 1994.

Автор более 120 научных публикаций, в том числе 6 монографий. А. В. Гоголевский является также публикатором и составителем сборников документов периода революции и гражданской войны (декретов, воспоминаний).

## Звания и награды
- Почётный работник высшего профессионального образования Российской Федерации.
- Награждён медалью ордена «За заслуги перед Отечеством» II степени (2005)[6] и медалью «В память 300-летия Санкт-Петербурга».